# 共潛
共潛（トモカヅキ）是日本三重縣傳說中的一種海妖。

## 概要
共潛只會在陰天出現。
據說共潛會變成海裏潛水的人，外貌一模一樣。它會給漁女鮑魚，如果接受的話，會被奪走生命。如果遇到共潛，需要等待兩三天直到太陽升起。
為了避免共潛人們會在衣服上畫格子或五角星圖案稱為「セーマンドーマン」或「ドーマンセーマン」
南伊豆町有漁女遇到相似的遭遇，她跟丈夫說起這事，丈夫叫她別說傻話，最後她死了。 

## 漁女亡靈
有人認為共潛是漁女亡靈，也有人認為是因恐懼而產生的幻覺。

## 類似的妖怪
南伊豆町有種類似的妖怪叫海海女，海海女只會在單人潛水出現。